# Důl Chuquicamata
Chuquicamata je povrchový důl v poušti Atacama v regionu Antofagasta v severní části Chile. Důl Chuquicamata je největší měděný důl na světě. Důlní prostor má tvar oválu, je cca 4,5 km dlouhý, 3,5 km široký a více než 1 km hluboký. Těžební prostor představuje plochu cca 13 km². Vlastníkem dolu a jeho provozovatelem je chilská státní těžební společnost Codelco (La Corporación Nacional del Cobre de Chile).

## Geografie a klima
Důl se nachází v nadmořské výšce cca 3000 metrů asi 15 km vzdušnou čarou směrem na sever od Calamy, centra provincie El Loa. Antofagasta, správní centrum stejnojmenného chilského regionu, leží na pobřeží Tichého oceánu zhruba 220 km vzdušnou čarou směrem na jihozápad od Chuquicamaty.
Calama patří k nejsušším místům na Zemi, na jaře roku 2015 však byla celá oblast včetně těžebního prostoru Chuquicamata po prudkých deštích postižena záplavami, doprovázenými oběťmi na životech. Od Chuquicamaty dále na sever až k obci Ollagüe na hranicích s Bolívií se na andské náhorní plošině Altiplano rozprostírá národní přírodní rezervace Alto Loa (španělsky Reserva nacional Alto Loa). Přírodní rezervace byla vyhlášena v roce 2005 a je největším chráněným územím v Chilské republice. Místní obyvatelstvo tvoří Atacamové, původní obyvatelé pouště Atacama na severu Chile, dále Kečuové a Ajmarové.

## Historie

### Nejstarší období
Název lokality Chuquicamata pochází z ajmarštiny. Je odvozen od výrazu chuco nebo chuqui, označujícího měděné pracovní nástroje, případně zbraně. Atacamové, kteří se označují též jako Lickanantai, dobývali měď především v ryzím stavu, která se v této lokalitě vyskytovala na povrchu či nehluboko pod povrchem. Podle archeologických nálezů, datovaných až do doby 500 – 450 let př. n. l., původní obyvatelé vytěžený kov zpracovávali několik kilometrů od naleziště, na březích řek Salado a Grande, kudy procházela stará incká cesta. V roce 1536 španělský dobyvatel Diego de Almagro zmiňuje ve svých zápiscích, že u řeky Kamac – Mayu (později nazvané Rio Grande) získal měděné podkovy pro své koně.

### Průmyslová těžba
Přípravy na zahájení těžby ložiska Chuquicamata započaly v roce 1882, první měď z této lokality prezentovala americká těžařská společnost Guggenheim Bros. 18. května 1915.

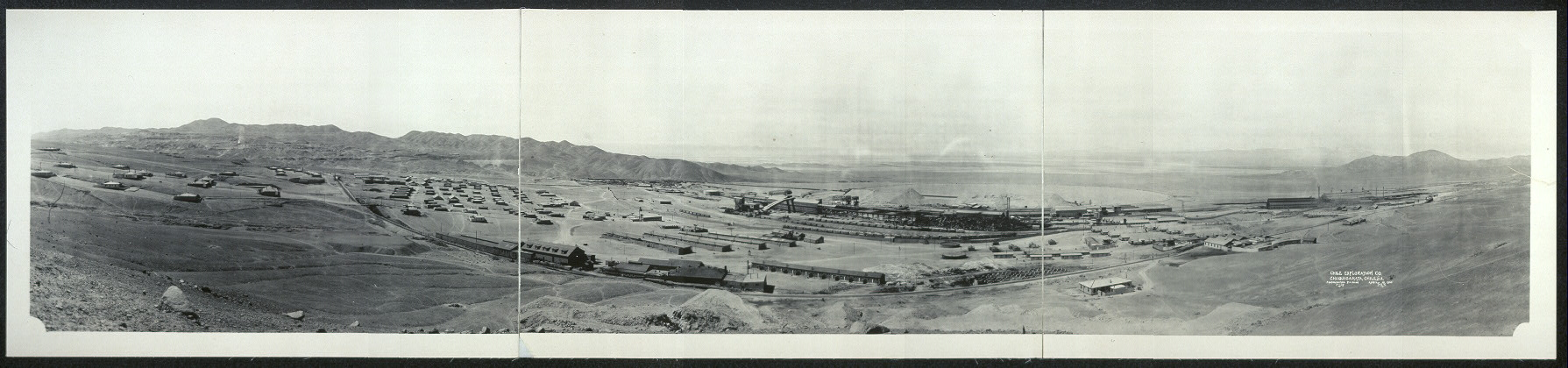
Důl Chuquicamata v roce 1925

V průběhu let těžařská společnost několikrát změnila název (Chile Copper Co., Anaconda Co. a Chile Exploration Co.). Do Chuquicamaty přišli za prací tisíce horníků. 

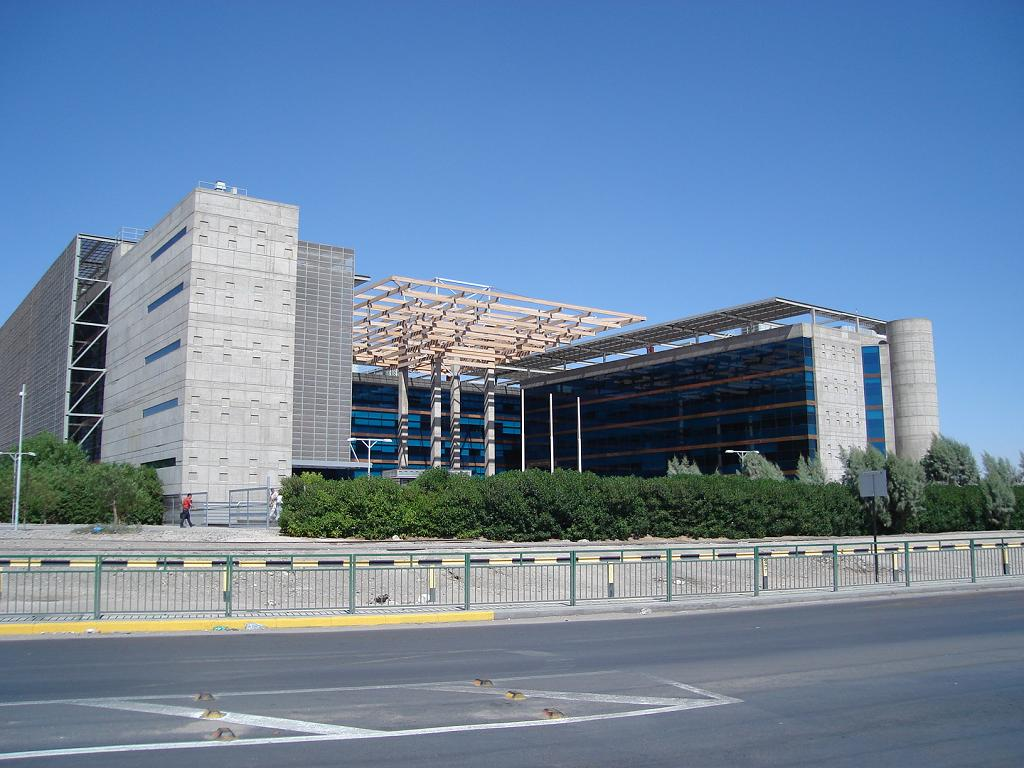
Sídlo společnosti Codelco v Calamě

V roce 1923 v Chile Copper Co. získala majoritu společnost Anaconda za 77 miliónů dolarů, což byla největší transakce v historii Wall Streetu. Poblíž těžebního prostoru byl vybudován tábor pro horníky. V jeho sousedství vznikl ještě druhý, tzv. americký tábor, kde sídlili američtí inženýři a manažeři. Obydlí v dělnickém pracovním táboře, jehož výstavba započala v roce 1917, byla původně velmi primitivní, nebylo zde žádné hygienické zázemí ani elektřina. Teprve v průběhu desetiletí se tábor postupně proměnil v město s veškerou infrastrukturou.
Na počátku 70. let 20. století po nástupu Salvadora Allendeho do prezidentského úřadu došlo v Chile k velkému znárodnění rozhodujících odvětví. Znárodněny byly též doly, včetně Chuquicamaty, která přešla do vlastnictví státního podniku Codelco. Zároveň byla zahájena rozsáhlá revitalizace a přestavba stejnojmenného hornického města. 
V roce 1991 byla Ministerstvem hornictví Chilské republiky vydána vyhláška Reglamenta funcionamiento de establicimientos emisores de anhidrido sulfuroso, material particulad y arsenico en todo el territorio de la republica. Vzhledem k výskytu látek, ohrožijucích zdraví a životy obyvatel hornického města, byla zahájena příprava přesídlení jeho obyvatel do Calamy. Proces přesídlení byl dokončen v roce 2007. Devadesátiletá existence města byla uzavřena ve dnech 31. 8. – 1. 9. 2007 oficiálním programem. Od ledna 2008 je území někdejšího města úředně vedeno jako "průmyslová zóna".

## Galerie

### Před uzavřením města (srpen 2007)

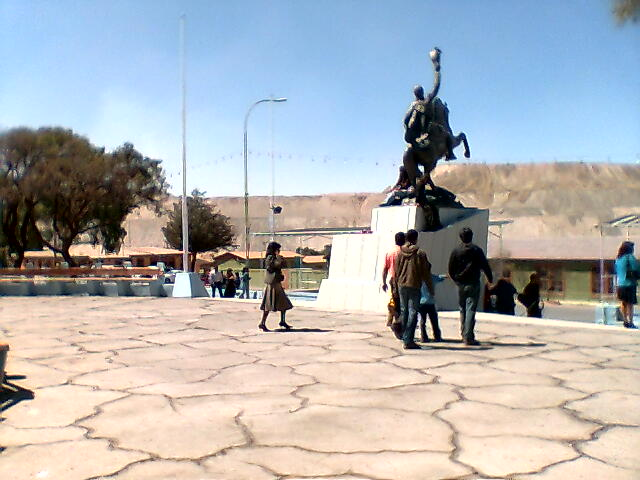
Plaza Los Héroes
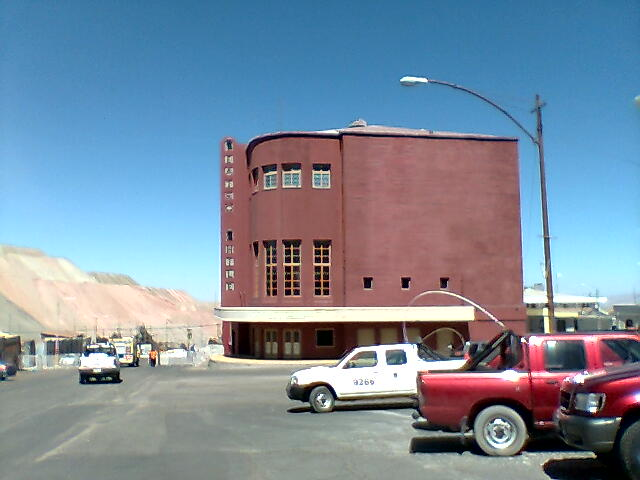
Budova divadla
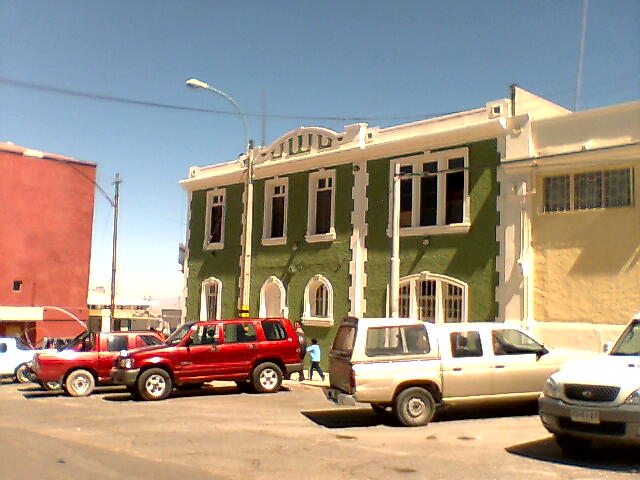
Domy v centru města
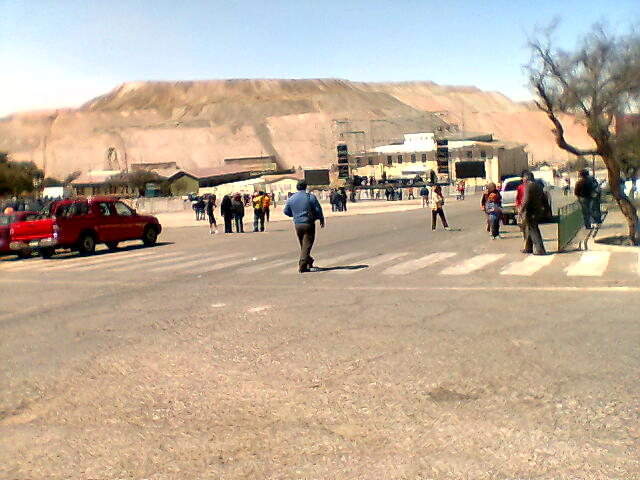
Chuquicamata 5. 8. 2007

### Po vysídlení (únor 2016)

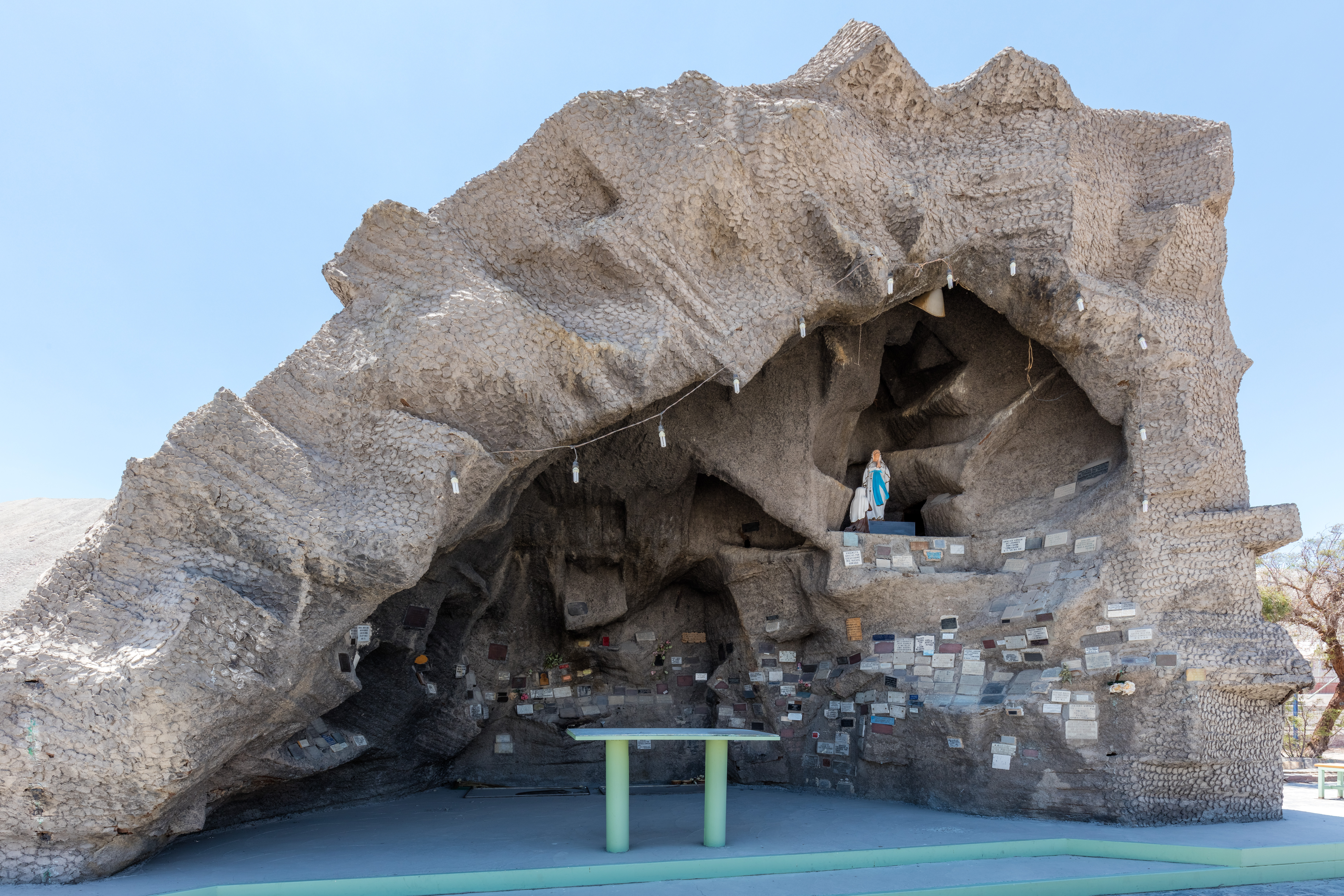
Hornická kaple
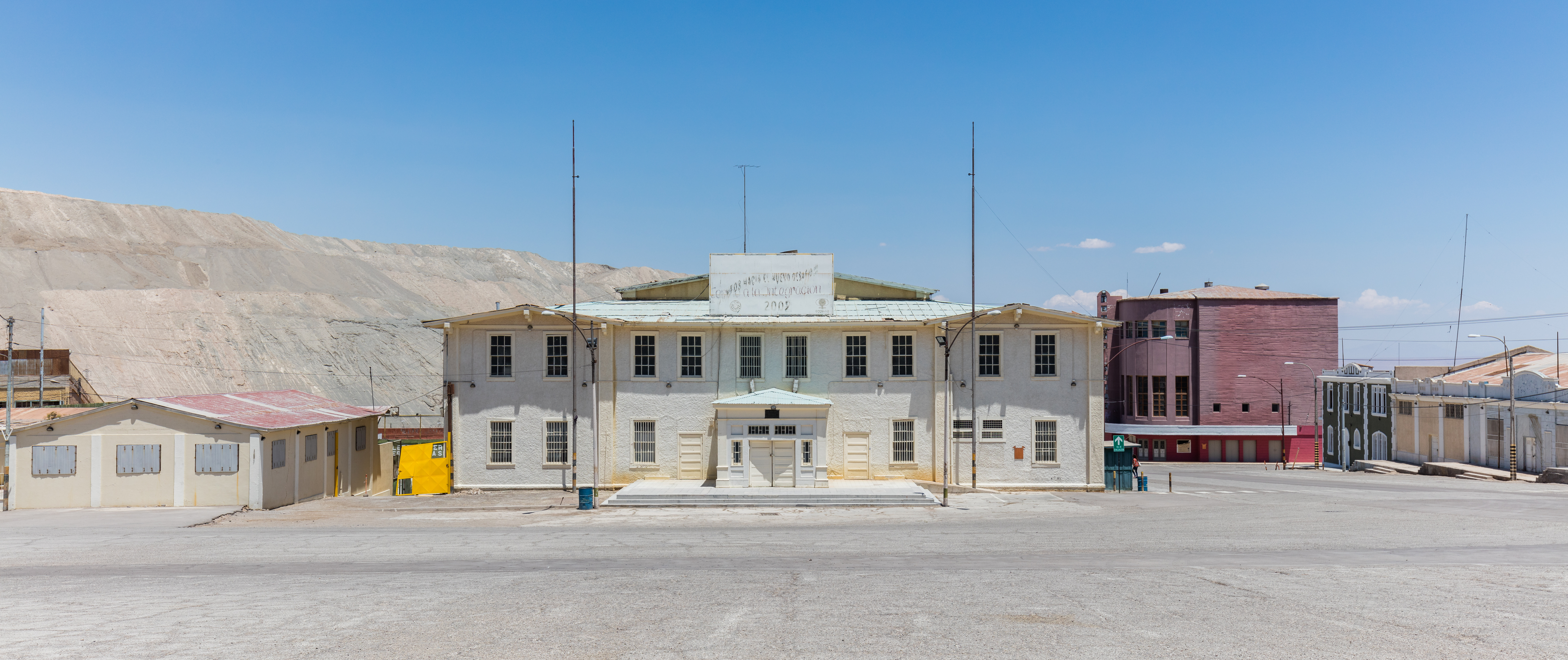
Opuštěné domy
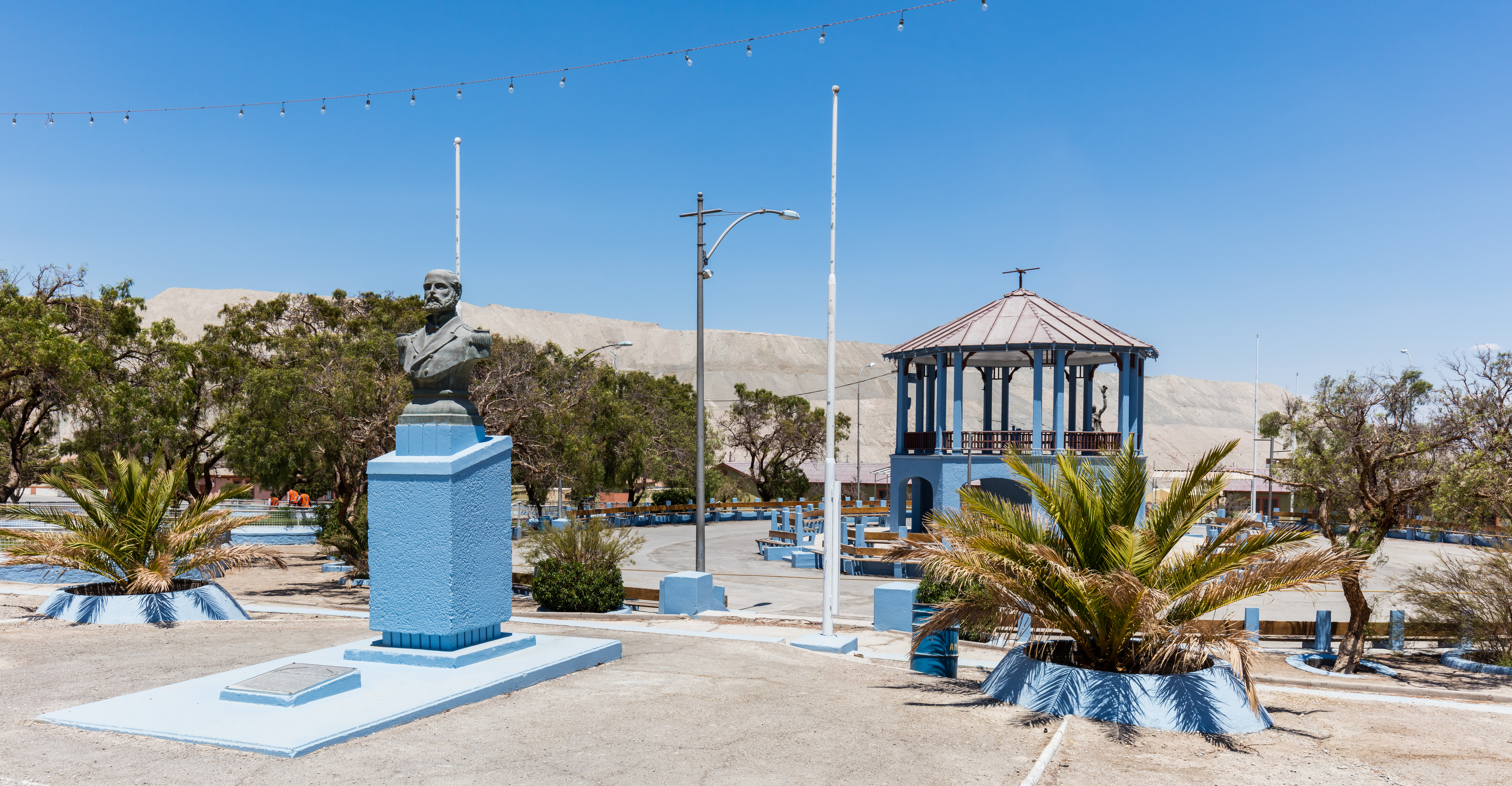
Městský park
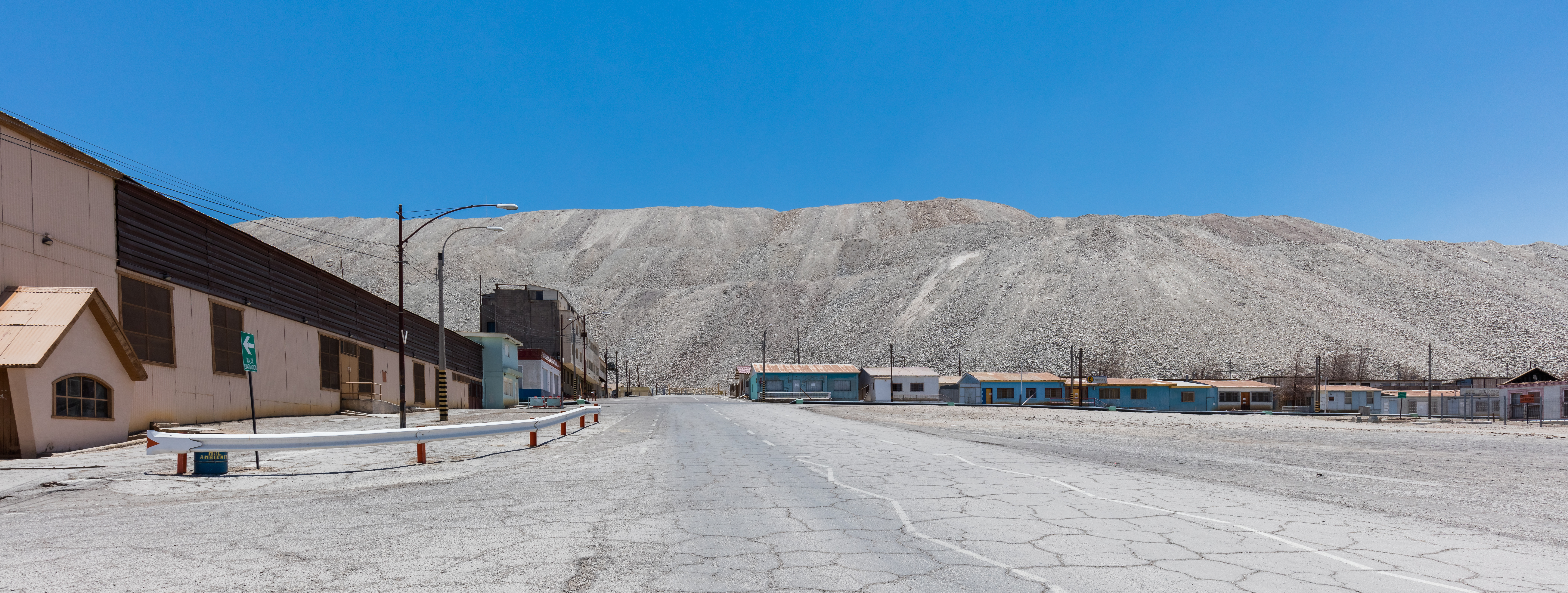
Cesta k dolu